# Шевченко (Бердянский район)
Шевченко (укр. Шевченка) — село,
Дмитровский сельский совет,
Бердянский район,
Запорожская область,
Украина.
Код КОАТУУ — 2320681502. Население по переписи 2001 года составляло 158 человек.

## Географическое положение
Село Шевченко находится на левом берегу реки Кильтичия в 4-х км от Азовского моря,
выше по течению на расстоянии в 3 км расположено село Дмитровка,
ниже по течению на расстоянии в 2,5 км расположено село Азов (Приморский район).
Рядом проходит автомобильная дорога М-14 (E 58).